# DoorBrekers
Christengemeente DoorBrekers is een Nederlandse christelijke, kerkelijke organisatie die verwant is met de pinksterbeweging. De organisatie is in 2005 opgericht door Peter en Ilona Paauwe. DoorBrekers is actief in Barneveld, Zwolle, Goes, Drechtsteden en sinds 2019 in Amsterdam. De kerk staat bekend om zijn charismatische uitingen, met extatische en lichamelijke manifestaties. In de kerkelijke gemeente wordt veel gebeden voor wonderen en gebedsgenezing.

## Geschiedenis
DoorBrekers startte in Barneveld in een schoolgebouw en groeide van een club met 40 leden uit tot een omvangrijke christelijke gemeente, die tijdens zondagsdiensten zijn intrek neemt in de Veluwehal. In oktober 2011 begon DoorBrekers eveneens met kerkdiensten in De Flint in Amersfoort. 
In 2012 kwamen er een tweede dienst in Amersfoort en een eigen Bijbelschool, DoorBrekers College, op landgoed Schaffelaar in Barneveld. In het najaar van 2013 werden gemeentes van DoorBrekers gestart in Goes en Zwolle met doordeweekse samenkomsten. Na de zomer van 2014 begon men daar ook met zondagse diensten.
In 2013 ontstond er een crisis rondom het leiderschap van DoorBrekers, die zijn ontstaan vond in onder meer de snelle groei van het kerkgenootschap en de bouwplannen voor een nieuw onderkomen Een van de voormalige leidersechtparen van de kerk begon eigen diensten in Amersfoort.
Sinds 2016 komt de kerk samen in de Midden Nederland Hallen langs de A30.
In 2017 werd een nieuwe kerk in de regio Drechtsteden gestart. Deze kerk houd bijeenkomsten in cultureel centrum Landvast in Alblasserdam.

## Theologische typering
In het geloof ligt de nadruk op persoonlijke redding, door Jezus Christus aan te nemen als Heer en Redder tot vergeving der zonden, waarbij de Heilige Geest als plaatsvervanger van Christus op aarde wordt beschouwd. In het geuite geloof van de gelovigen ligt de nadruk op een persoonlijke en emotionele ervaring en het aangaan van een persoonlijke relatie met Jezus Christus.
In deze geloofsopvatting heeft de Bijbel het absolute gezag, dat wordt gezien als het 'Woord van God'. Centraal hierbij staat het geloof in het eeuwig leven, de hemel, de hel en de duivel, en Christus als Gods Zoon. Nieuwe gelovigen worden gedoopt met de Heilige Geest.
Nadruk ligt op de zogenaamde charismata, die de gelovigen ontvangen menen te hebben van de Heilige Geest. Hieronder vallen onder meer profetie en glossolalie (klanktaal of het spreken in tongen). Dit laatste is het vermeende spreken in vreemde talen, dat de gelovigen van tevoren niet zouden hebben aangeleerd. Deze charismata zijn, naast bijvoorbeeld het gebed (een vorm van 'distant healing') en het vrijpleiten door het bloed van Christus, door sommige wetenschappers gezien als een 'magisch' element.
Voor de diensten vinden bidstonden plaats, waar men gezamenlijk bidt voor de dag. Ook worden daar zogenaamde visioenen en openbaringen van God door de gelovigen geuit, alsook getuigenissen van wonderbaarlijke genezingen. Deze verhalen of exempels moeten een spiritueel bewijs leveren van hogerhand.
In de diensten van DoorBrekers wordt uitbundig gezongen, gebruikgemaakt van aanbiddingsmuziek, en worden handen in de lucht gehouden. Ook vindt dans plaats. De bijeenkomsten staan bekend om hun extatische en lichamelijke manifestaties, die volgens de gelovigen door de Heilige Geest worden geleid of geïnspireerd. Tijdens de openbare diensten wordt gebruikgemaakt van multimedia.
Wat betreft de theologische visie op genade kan DoorBrekers geschaard worden onder de leer van Woord van Geloof. De centrale doctrine is dat gezondheid en voorspoed beloofd zijn aan alle gelovigen, en beschikbaar zijn door geloof.